# Vaccinium lobbii
Vaccinium lobbii är en ljungväxtart som först beskrevs av Ridley, och fick sitt nu gällande namn av Herman Otto Sleumer. Vaccinium lobbii ingår i Blåbärssläktet, och familjen ljungväxter. Inga underarter finns listade i Catalogue of Life.